# Берделя
Берделя — река в России, протекает по Башкортостану, Оренбургской области. Устье реки находится в 35 км по левому берегу реки Касмарка. Длина реки 12 км. Название имеет тюркское происхождение: сравни башкирское бэрзе — «хариус», татарское бэрде — «пескарь». Аналогичного происхождения и топонимы Бердяуш (речка в Челябинской области), Бердянка, (река в Оренбургской области)

## Данные водного реестра
По данным государственного водного реестра России относится к Уральскому бассейновому округу, водохозяйственный участок реки — Сакмара от истока до впадения реки Большой Ик. Речной бассейн реки — Урал (российская часть бассейна).
Код объекта в государственном водном реестре — 12010000512112200005652.